# 1080 recetas de cocina
1080 recetas de cocina es un libro de cocina escrito por Simone Ortega y publicado por primera vez en 1972. Con casi 700 páginas, más de 60 ediciones y alrededor de tres millones de copias, se trata de uno de los recetarios más célebres e influyentes en España, siendo el libro más vendido en toda la historia de este país tras El Quijote y la Biblia.
Desde su publicación, 1080 recetas ha sido traducido a siete idiomas, entre ellos catalán, francés e inglés. El chef español Ferran Adrià comentó que «El libro de Simone forma parte ya, con letras de oro, de la historia de la gastronomía española. Sin él todo este boom de la cocina española no habría existido». Su hijo Andrés Ortega comentó que Simone probó cada una de las 1080 recetas y «hasta que no salía bien tres veces seguidas, no cerraba una receta».
En 2017 se publicó una edición ilustrada por el artista Javier Mariscal.

## Contenido
El libro no trata únicamente sobre cocina española; también incluye numerosas recetas de origen francés, de donde proviene la familia de Ortega, así como otras muchos platos italianos, ingleses... y europeos en general. Las instrucciones son sencillas, concisas y bien estructuradas, cosa que muchos analistas consideran la clave de su éxito. 
Al final del libro se incluye una sección de temporadas, que ayudan al lector a decidir qué cocinar o qué ingredientes usar en función del mes del año que sea. 